# Chuyển loạn thành chính

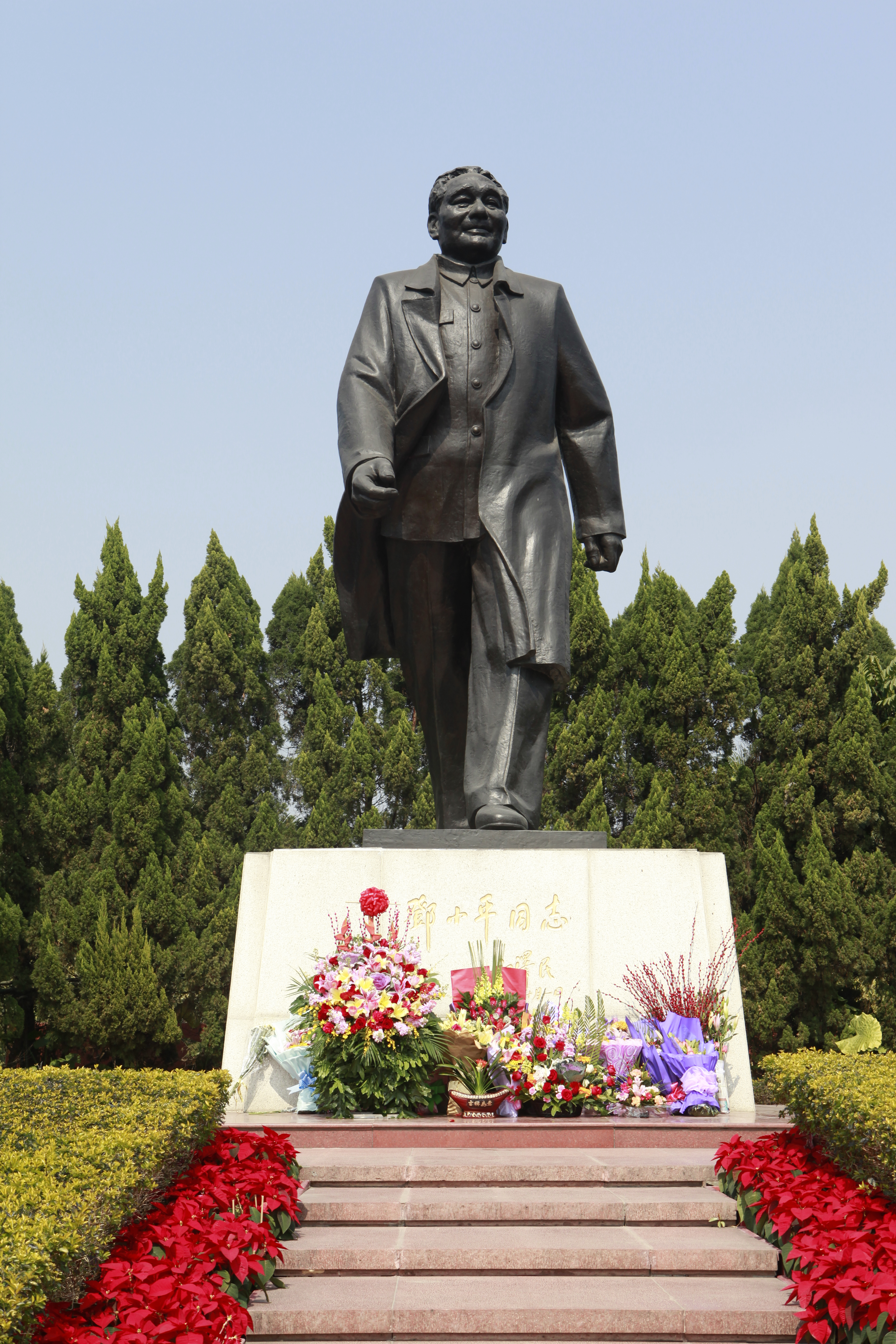
Tượng Đặng Tiểu Bình trên đỉnh Công viên Liên Hoa Sơn ở Thâm Quyến, Trung Quốc.

Chuyển loạn thành chính (giản thể: 拨乱反正; phồn thể: 撥亂反正) là thời kỳ trong lịch sử Trung Quốc mà Đặng Tiểu Bình thi hành kế hoạch rộng rãi nhằm sửa lỗi của Cách mạng Văn hóa do Mao Trạch Đông phát động, dần dần bỏ các chính sách Mao, phục hồi hàng triệu nạn nhân bị đàn áp, tiến hành các cải cách xã hội chính trị và lập lại trật tự cho đất nước một cách hệ thống. Đây được xem là thời kỳ quá độ quan trọng trong lịch sử Trung Quốc hiện đại, làm cơ sở cho kế hoạch Cải cách khai phóng bắt đầu thực hiện tháng 12 năm 1978.
Sau khi Cách mạng Văn hóa kết thúc, Đặng Tiểu Bình đề xướng "chuyển loạn thành chính" lần đầu tiên tháng 9 năm 1977. Có đồng minh giúp đỡ như Hồ Diệu Bang, sau làm Tổng Bí Thư Đảng Cộng sản Trung Quốc, ý tưởng được triển khai thành kế hoạch và Đặng trở thành lãnh tụ tối cao trên thực tế trong Hội nghị Toàn thể thứ 3 Ủy ban Trung ương thứ 11 Đảng Cộng sản Trung Quốc. Đến thập niên 80, Đảng Cộng sản cùng chính phủ Trung Quốc bắt đầu tập trung vào "cải cách kinh tế" và "hiện đại hóa" thay vì "đấu tranh giai cấp".
Tuy nhiên, cũng có nhiều tranh luận và các ý kiến khác nhau về Mao Trạch Đông, "bốn nguyên tắc cơ bản" thêm vào Hiến pháp Trung Quốc để duy trì chế độ một đảng, và việc nhiều lãnh đạo, chủ mưu các cuộc thảm sát trong Cách mạng Văn hóa hoặc không nhận hình phạt hoặc chỉ chút ít. Đảng Cộng sản vẫn chưa giải mật các tài liệu về sự kiện và hạn chế nghiên cứu học thuật, công luận trong xã hội Trung Quốc. Sau khi Tập Cận Bình kế nhiệm làm Tổng Bí thư vào năm 2012, vài cải cách chuyển loạn thành chính từ từ bị bỏ, dẫn đến lo ngại về Cách mạng Văn hóa mới.

## Thuật ngữ
"Chuyển loạn thành chính" (拨乱反正) là thành ngữ, xuất hiện lần đầu tiên trong Xuân Thu, có nghĩa "sửa sai/loạn và về với thường".
Ngày 19 tháng 9 năm 1977, Đặng Tiểu Bình chủ trương "chuyển loạn thành chính" lần đầu tiên trong cuộc họp với các quan chức cao cấp của Bộ Giáo dục, yêu cầu sửa lỗi sai của Cách mạng Văn hóa trong lĩnh vực giáo dục.

## Tư tưởng

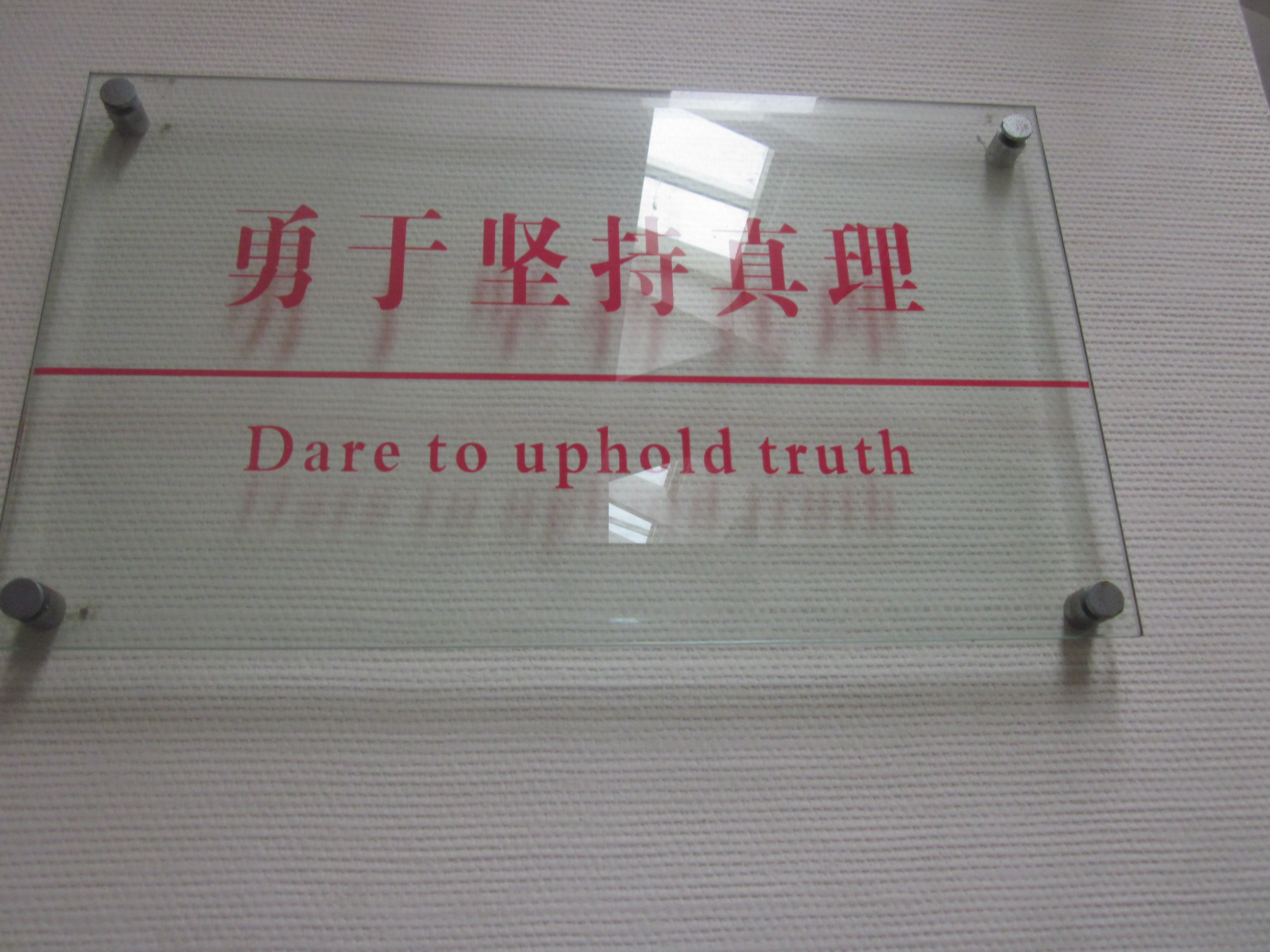
Bên trong nhà ở cũ của Hồ Diệu Bang.

### Tranh luận về các tiêu chuẩn kiểm nghiệm

Hồ Diệu Bang, Tổng Thư ký Đảng Cộng sản Trung Quốc đương thời, giúp Đăng Tiểu Bình phát động "chuyển loạn thành chính", được Đặng ủy thác phục hồi hàng triệu nạn nhân bị đàn áp trong Cách mạng Văn hóa.

Sau khi Mao Trạch Đông mất tháng 9 năm 1976, Hoa Quốc Phong lên kế nhiệm làm Chủ tịch Đảng Cộng sản Trung Quốc và Chủ tịch Ủy ban Quân sự Trung ương, phần lớn duy trì các chính sách Mao và xướng lên "Hai Tất cả" ("Tất cả Chủ tịch Mao nói, chúng ta nói, tất cả Chủ tịch Mao làm, chúng ta làm").
Tháng 5 năm 1978, Đặng Tiểu Bình cùng Hồ Diệu Bang và người khác dấy lên tranh luận lớn khắp Trung Quốc về tiêu chuẩn kiểm nghiệm và chỉ trích "Hai Tất cả", với các bạn đồng minh tán thành quan điểm "thực tập là tiêu chuẩn kiểm nghiệm duy nhất", xuất hiện lần đầu tiên trong một bài do Quang Minh Nhật báo xuất bản, được xã hội Trung Quốc ủng hộ rộng rãi.
Ngày 13 tháng 12 năm 1978, Đặng phát biểu ở lễ bế mạc Hội nghị Toàn thể thứ 3 Ủy ban Trung ương thứ 11 Đảng Cộng sản Trung Quốc, cùng lúc thay Hoa Quốc Phong làm người lãnh đạo tối cao. Tiêu đề là "Giải phóng tư tưởng, Tìm đúng từ thật, Đoàn kết nhất trí nhìn về trước" (解放思想，实事求是，团结一致向前看), Đặng kêu gọi toàn dân Trung Quốc thật sự cầu thị và chỉ ra rằng nếu Đảng, đất nước và nhân dân tiếp tục noi theo Ngữ lục Chủ tịch Mao một cách bướng bỉnh mù quáng thì sẽ không bao giờ tiến lên được, tất phải tiêu vong.

### Bác bỏ Cách mạng Văn hóa
Ngày 9 tháng 9 năm 1976, Mao Trạch Đông mất, ngày 6 tháng 10, Hoa Quốc Phong cùng Diệp Kiếm Anh và Uông Đông Hưng bắt giam Tứ nhân bang, chấm dứt Cách mạng Văn hóa. Từ ngày 20 tháng 11 năm 1980 đến ngày 25 tháng 1 năm 1981, một pháp viện đặc biệt của Tòa án Nhân dân Tối cao xét xử Tứ nhân bang cùng sáu người khác, sau phạt chết Giang Thanh và Trương Xuân Kiều, được dời kỳ hạn thi hành 2 năm, và phạt tù các thành viên khác, bao gồm tù chung thân.
Cùng lúc, Đặng Tiểu Bình và các bạn đồng minh bắt đầu bỏ đường lối đấu tranh vũ tranh liên miên, đổi tập trung của Đảng Cộng sản và chính phủ thành "cải cách kinh tế" và "hiện đại hóa". Năm 1980-81, Hoa Quốc Phong từ chức Chủ tịch Đảng Cộng sản Trung Quốc, Chủ tịch Ủy ban Quân sự Trung ương và Tổng lý Quốc vụ Viện.
Tháng 6 năm 1981, tại Hội nghị Toàn thể thứ 6 Ủy ban Trung ương thứ 11, Đảng Cộng sản nhất trí thông qua quyết nghị do Đặng cùng người khác soạn thảo, bác bỏ toàn diện Cách mạng Văn hóa, gọi là "sự tàn phá trong nước mà lãnh đạo (Mao Trạch Đông) khởi xướng nhầm lẫn, bị băng đảng phản cách mạng lợi dụng (Lâm Bưu, Tứ nhân bang)" và "bởi vậy mà Đảng, đất nước và nhân dân chịu thất bại và tổn thất nghiêm trọng, nặng nề nhất kể từ khi Cộng hòa Nhân dân được thành lập".

## Chính trị và pháp luật

### Phục hồi nạn nhân
Trong thời kỳ chuyển loạn thành chính, Hồ Diệu Bang, Tổng Bí thư Ủy ban Trung ương Đảng Cộng sản Trung Quốc đương thời, được Đặng phó thác việc phục hồi các nạn nhân bị đàn áp trong "các vụ oan ức, giả dối, và lẫn lộn" kể từ Phong trào Phản hữu năm 1957. Trong một vài năm sau 1978, hơn ba triệu nạn nhân được khôi phục, nổi tiếng bao gồm:
- Lưu Thiếu Kỳ, Chủ tịch Trung Quốc thứ hai, bị hành hạ chết trong Cách mạng Văn hóa.
- Bành Đức Hoài, một trong mười Nguyên soái Trung Quốc và Bộ trưởng Quốc phòng đầu tiên, bị đàn áp chết trong Cách mạng Văn hóa.
- Hạ Long, một trong mười Nguyên soái Trung Quốc và Phó Tổng lý Quốc vụ Viện, bị đàn áp  chết trong Cách mạng Văn hóa.
- Tập Trọng Huân, đảng viên cao cấp, cha Tập Cận Bình.
- Bạc Nhất Ba, đảng viên cao cấp, cha Bạc Hy Lai.
- Đào Chú, đảng viên cao cấp.

### Hiến pháp Trung Quốc

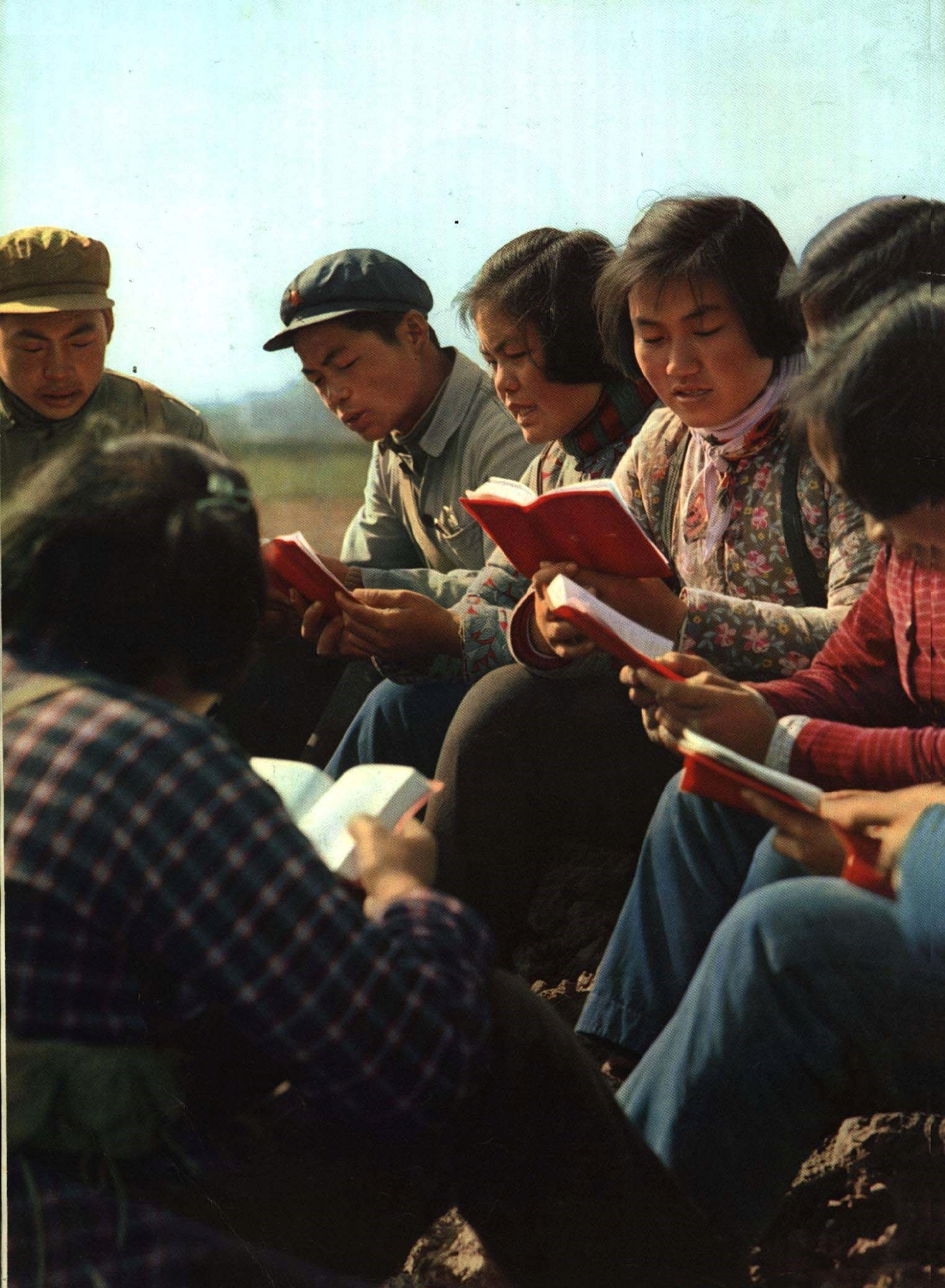
Trong Cách mạng Văn hóa, Ngữ lục Chủ tịch Mao được phổ biến và việc sùng bái nhân cách Mao Trạch Đông đạt đỉnh điểm. Bấy giờ, Hiến pháp và pháp trị phần lớn bị bỏ qua.

Hiến pháp Trung Quốc đầu tiên có hiệu lực năm 1954. Tuy nhiên năm 1958 Mao Trạch Đông công khai chủ trương "nhân trị" thay vì "pháp trị", nói rằng:
Chúng ta không thể trị đa số nhân dân bằng luật pháp, phải nuôi dưỡng các thói quen tốt. Quân đội có y pháp trị quốc được đâu; hội nghị 1,400 người mới thành hiệu quả. Ai mà nhớ nổi biết bao nhiêu điều khoản của bộ dân luật hay hình luật? Tôi tham gia viết Hiến pháp, thậm chí còn không nhớ hết.

Trong Cách mạng Văn hóa, Hiến pháp được sửa đổi năm 1975, hấp thụ Tư tưởng Mao Trạch Đông, "lãnh đạo tuyệt đối của Đảng Cộng sản Trung Quốc" cùng vài mô tả việc tổ chức Đảng vào văn tự, trong khi bỏ chức vị như Chủ tịch và Phó Chủ tịch Trung Quốc.
Sau Cách mạng, theo "Hai Tất cả" của Hoa Quốc Phong chỉ đạo, hiến pháp thứ ba ban hành năm 1978, tuy được bớt vài ngôn ngữ dính líu với Cách mạng Văn hóa, hầu hết Hiến pháp năm 1975 đều giữ, như "sự lãnh đạo của Đảng Cộng sản Trung Quốc".
Trong thời kỳ chuyển loạn thành chính, ngày 18 tháng 8 năm 1980, Đặng Tiểu Bình làm bài phát biểu quan trọng, đề "Về Cải cách Chế độ Lãnh đạo Đảng và Đất nước (党和国家领导制度改革)", đề nghị ở Đại hội Đại biểu Nhân dân Toàn quốc rằng Trung Quốc cần cải cách chính trị và tu chính hệ thống Hiến pháp, chỉ ra quốc hiến phải bảo vệ quyền lợi công dân của người Trung Quốc, biểu hiện nguyên tắc phân quyền; cũng mô tả ý tưởng "lãnh đạo tập thể" và chủ trương "một người một phiếu" trong các lãnh đạo để phòng ngừa Tổng Thư ký Đảng thành độc tài. Tháng 12 năm 1982, Hiến pháp Trung Quốc thứ tư, Đại hội Đại biểu Nhân dân Toàn quốc thứ năm thông qua, thể hiện hiến chính đặc sắc Trung Quốc, hầu hết nội dung vẫn còn hữu hiệu, trong đó:
- Ngôn ngữ Cách mạng Văn hóa như "cách mạng liên tục theo chuyên chính vô sản" bị xóa;
- Những mô tả việc tổ chức Đảng Cộng sản Trung Quốc bị bỏ
- "Đất nước được Đảng Cộng sản Trung Quốc lãnh đạo" bị xóa (Tập Cần Bình khôi phục năm 2018);[64]
- "Mọi cơ quan chính phủ, quân đội, các chính đảng, tổ chức công chúng và mọi xí nghiệp với công ty phải tuân thủ Hiến pháp, pháp luật" được thêm vào;[65]
- Chức vị Chủ tịch và Phó Chủ tịch Trung Quốc được tái lập, nhiệm kỳ năm năm, giới hạn hai lần liên tục (Tập Cận Bình bãi bỏ giới hạn năm 2018).[66][67]

## Học thuật và giáo dục

### Nhà khoa học và phần tử tri thức

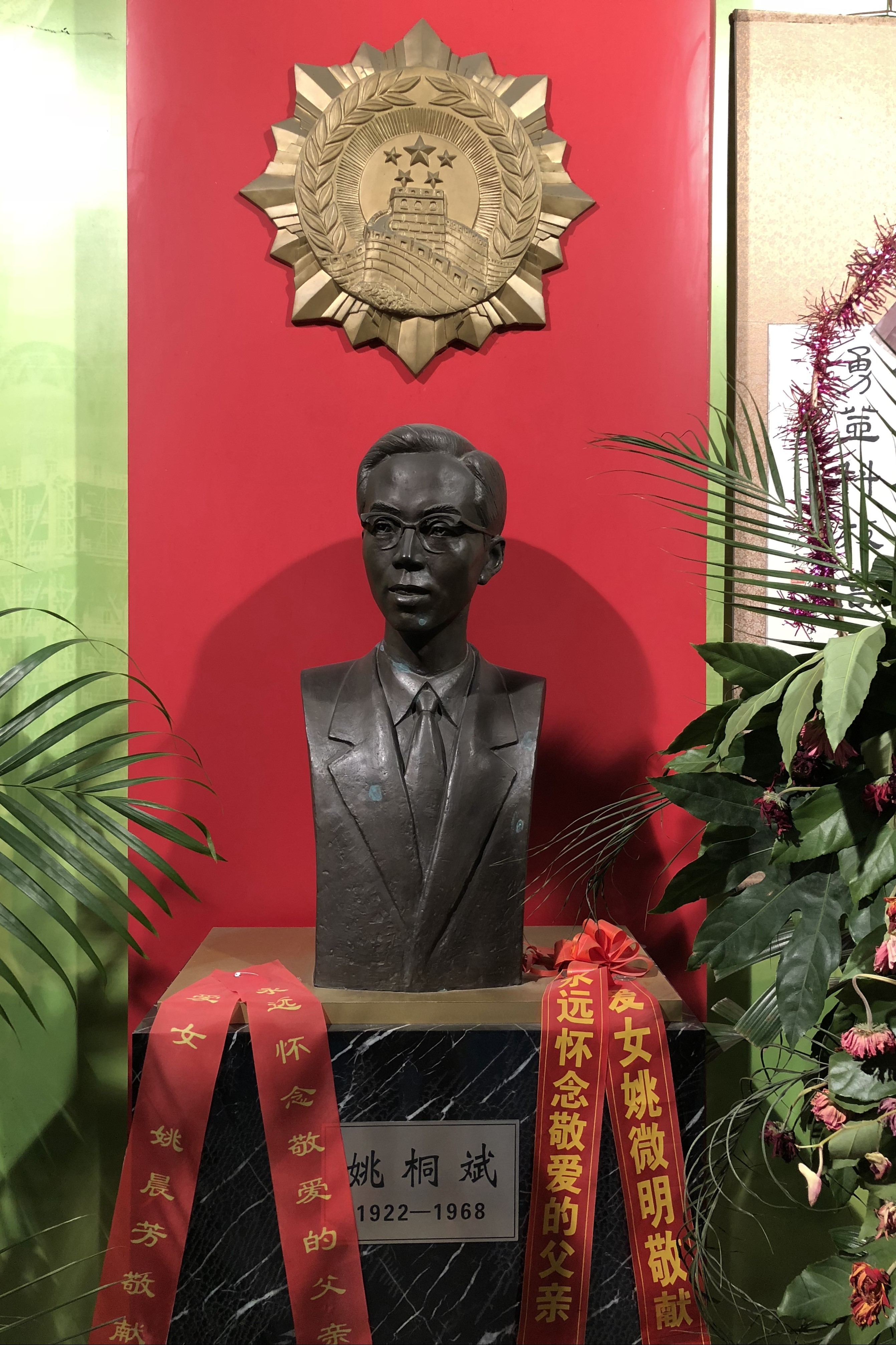
Diêu Đồng Bân nhà khoa học tên lửa Trung Quốc nổi tiếng bị đánh chết trong Cách mạng Văn hóa được công nhận làm "liệt sĩ (烈士)" trong thời kỳ Chuyển loạn thành chính.

Trong Cách mạng Văn hóa, học giả và phần tử tri thức bị coi là "Xú lão cửu" và bị đàn áp mạnh. Các học giả, nhà khoa học và nhà giáo dục nổi tiếng qua đời bao gồm Hùng Khánh Lai, Tiễn Bá Tán, Lão Xá, Điền Hán, Phó Lôi, Ngô Hàm, Nhiêu Dục Thái, Ngô Định Lương, Diêu Đồng Bân và Triệu Cửu Chương. Đến năm 1968, trong 171 thành viên cao cấp ở trụ sở Viện Khoa học Trung Quốc, 131 bị đàn áp, trong mọi thành viên của viện toàn quốc, 229 phải chết. Đến tháng 9 năm 1971, hơn 4,000 nhân viên trung tâm hạt nhân ở Thanh Hải bị hành hạ: 40 tự sát, năm bị hành quyết, và 310 bị tàn phế vĩnh viễn.
Chuyển loạn thành chính, Đặng Tiểu Bình phụ trách phục hồi các nhà khoa học, phần tử tri thức bị đàn áp trong Cách mạng Văn hóa. Tháng 3 năm 1978, ở Hội nghị Khoa học Toàn quốc, ông nhấn mạng tri thức là một phần giai cấp lao động và cốt lõi hiện đại hóa nằm ở hiện đại hóa khoa học, kỹ thuật, sau cũng nói rõ hiểu biết và nhân tài phải được tôn trọng, coi thường tri thức phải bị phản đối. Một trong các câu nói nổi tiếng của ông là "khoa học và kỹ thuật là các động lực sản xuất chính".
Kể từ thời kỳ, các thể loại văn học mới nổi lên, bao gồm "văn học vết thương", "văn học phản tư (反思文学)" và "văn học cải cách (改革文学)".

### Hệ thống giáo dục
Giáo dục Trung Quốc đình chỉ trong Cách mạng Văn hóa. Những tháng ngày đầu tiên, trường học đóng cửa, trung học tiểu học được mở lại từ từ, nhưng mọi học viện, đại học đều đóng cho đến năm 1970, hầu hết các đại học không mở cho đến 1972. Kỳ thi vào đại học bị hủy sau năm 1966, thay bằng nhà máy, làng và đơn vị quân sự tiến cử sinh viên. Các giá trị giáo dục truyền thống dạy bỏ cả. Năm 1968, Đảng Cộng sản phát động Phong trào Trên núi Xuống hương (上山下乡运动), "các thanh niên tri thức (知识青年)" ở khu đô thị đi xuống sống, làm việc ở nông thôn cho được nông dân giáo dục lại và biết rõ hơn vai trò lao động nông nghiệp chân tay trong xã hội Trung Quốc.
Năm 1977, Đặng Tiểu Bình mở lại kỳ thi vào đại học (Cao khảo) sau mười năm đình chỉ, tái lập hệ thống giáo dục cao đẳng và thay đổi mạng sống hàng triệu người. Đặng coi khoa học giáo dục là các cơ sở của Bốn Hiện đại Hóa Trung Quốc. Giáo dục bắt buộc đưa ra trong thời kỳ, sau có Đặng cùng người khác tán thành ghi vào Hiến pháp năm 1982, cuối cùng thành lập năm 1986 theo Luật Giáo dục Bắt buộc Chín năm.
Nhà toán học Mỹ gốc Hoa nổi tiếng Trần Tỉnh Thân từng đề nghị Đặng nâng mức lương cơ bản của chuyên gia ở đại lục, thêm 100 Nhân dân tệ mỗi tháng, sớm được chấp thuận.

## Tranh cãi

### Quan điểm về Mao Trạch Đông

Giữ chân dung Mao Trạch Đông ở Thiên An Môn là một trong các tranh điểm chính sau Cách mạng Văn hóa.

Có tranh luận rằng kế hoạch Chuyển loạn thành chính của Đặng Tiểu Bình có hạn độ và tranh cãi, như việc thêm "bốn nguyên tắc cơ bản" vào Hiến pháp năm 1982, cấm thách đố con đường chủ nghĩa xã hội của Trung Quốc Tư trưởng Mao Trạch Đông và chủ nghĩa Mác-Lê cùng với sự lãnh đạo của Đảng Cộng sản Trung Quốc. Việc xây dựng Nhà Kỷ niệm Chủ tịch Mao tại Quảng trường Thiên An Môn và giữ lại chân dung ở Thiên An Môn cũng bị thách thức. Hơn nữa, vài học giả chỉ ra rằng quan điểm cá nhân của Đặng về Mao và chủ nghĩa toàn trị bị hạn chế; ví dụ, Đặng quả quyết rằng trong tất cả việc Mao đã làm cho nhân dân, "70% là tốt và 30% là xấu", đổ nhiều tai họa của Cách mạng Văn hóa cho Lâm Bưu và Tứ nhân bang.
Sau khi mất, Mao xem là nhân vật tranh cãi khắp thế giới. Cuối thập niên 70, các nhà dị kiến chính trị ở Trung Quốc như Ngụy Kinh Sinh dẫn dắt phong trào "Bức tường Dân chủ" ở Bắc Kinh, chỉ trích Mao cùng Tư tưởng Mao Trạch Đông và chế độ một đảng, đòi dân chủ tự do. Tuy nhiên sau cùng bị Đặng đàn áp.

### Tự do hóa có hạn và chế độ một đảng
Trong thời kỳ Chuyển loạn thành chính và Cải cách khai phóng sau, Đặng Tiểu Bình một bên thì nhấn mạnh "giải phóng tư tưởng", một bên lại cảnh cáo "tự do tư sản". Năm 1983, Phong trào Thanh trừ Ô nhiễm Tinh thần mở, năm 1986 "Phong trào phản Tự do Tư sản" phát động, cả hai đều do chính khách cánh tả lãnh đạo, được Đặng tán thành đến một mức độ, nhưng do Hồ Diệu Bang và Triệu Tử Dương can dự vào mà phải dẹp đi, là các bạn đồng minh của Đảng và những nhà cải cách cao cấp trong Đảng Cộng sản Trung quốc.
Sau Cách mạng Văn hóa, Ủy ban Trung ương Đảng Cộng sản không "tẩy được" các yếu tố quan hệ với Cách mạng khỏi xã hội Trung Quốc một cách hệ thống, cấm ngẫm nghĩ toàn diện và xem xét thời kỳ ở cấp xã hội. Vài nhà nghiên cứu, quan sát đã cho rằng lý do chính là bởi tính chính đáng của Đảng Cộng sản làm đảng trị vì Trung Quốc sẽ bị nguy hại cơ bản. Vài người khác chỉ ra, tuy Đặng và các nhân viên Đảng cao cấp khác đã nhận Đảng mắc vô số lỗi trong quá khứ, nhưng vẫn bảo vệ chế độ một đảng ở Trung Quốc.

### Tranh cãi pháp luật

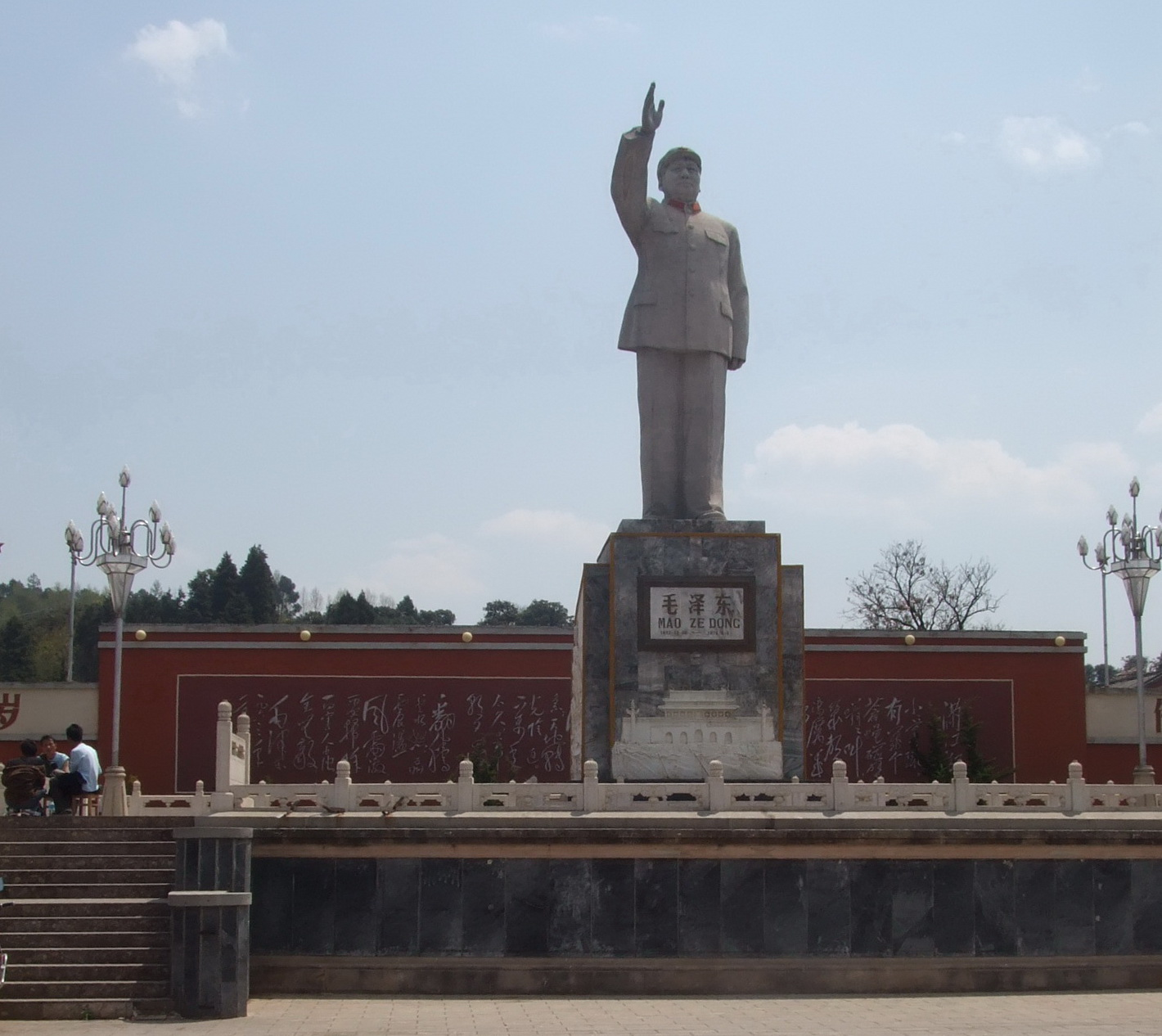
Tượng Mao Trạch Đông xây trong Cách mạng Văn hóa vẫn có thể thấy ở các nơi tại đại lục hiện. Hình cho thấy một bức ở Tỉnh Vân Nam, nơi hàng chục nghìn người chết trong các cuộc thảm sát trong Cách mạng.

Thảm sát diễn ra khắp đại lục trong Cách mạng Văn hóa. Tuy nhiên, nhiều lãnh đạo và chủ mưu hoặc bị phạt nhẹ (trục xuất khỏi Đảng Cộng sản) trong thời kỳ Chuyển loạn thành chính, hoặc chả bị phạt, dấy lên công phẫn. Họ hàng nạn nhân trong vài vụ thảm sát đích thân đi Bắc Kinh, đòi công lý.
- Thảm sát Quảng Tây,[98] 100,00-150,000 người chết theo điều tra chính thức, nạn ăn người lớn diễn ra. Tuy nhiên, người giữ trách nhiệm không bị phạt, cùng lắm chỉ bị phạt nhẹ—tù giam 14 năm.[99][100]
- Sự kiện Nội Nhân Đảng, 20,000-100,000 người chết, nhưng Đằng Hải Thanh lãnh đạo giữ trách nhiệm lại không bị khởi tố hay phạt, bởi Đảng Cộng sản cho là đã lập công trong các cuộc chiến quá khứ.
- Thảm sát huyện Đạo tỉnh Hồ Nam, 9,093 người chết. Tuy nhiên, chỉ một ít các chủ mưu bị phạt, không ai phạt chết.[101] Vài lãnh đạo thảm sát hoặc bị trục xuất từ Đảng Cộng sản, hoặc nhận hình phạt tù giam; ở huyện Đạo trung tâm thảm sát, chỉ 11 người bị khởi tố, xử phạt tù giam lên đến 10 năm.[101]

### Chặn mở các viện bảo tàng Cách mạng Văn hóa
Thập niên 80, các học giả nổi tiếng như Ba Kim kêu gọi xã hội Trung Quốc dựng "viện bảo tàng Cách mạng Văn hóa" để các thế hệ tương lai có thể học hỏi thời kỳ, phòng ngừa tái xuất, được nhiều công dân Trung Quốc tán thành, Đảng Cộng sản Trung Quốc lặng im. Trái lại, Ba Kim bị tấn công cá nhân trong Phong trào Thanh trừ Ô nhiễm Tinh thần và Phong trào phản Tự do Tư sản do giới bảo thủ cánh tả phát động thập niên 80.
Năm 1996, chính quyền địa phương Sán Đầu quyết định xây viện bảo tàng Cách mạng Văn hóa đầu tiên ở đại lục, mở năm 2005. Tuy nhiên phải đóng cửa năm 2016 sau khi Tập Cận Bình lên nắm quyền.